# Kuan Mei-lien
Kuan Mei-lien (chiń. 官美璉; pinyin Guān Měiliǎn; ur. 26 lipca 1980) – tajwańska lekkoatletka, tyczkarka.

## Osiągnięcia
- brązowy medal mistrzostw Azji juniorów (Singapur 1999)

## Rekordy życiowe
- skok o tyczce – 3,90 (2000)
- skok o tyczce (hala) – 3,84 (2009)